# Kerberos (stjärnbild)
Kerberos, (Cerberus på latin), var en liten stjärnbild på norra stjärnhimlen intill  Herkules.
Stjärnbilden introducerades av den polsk-tyske astronomen Jan Hevelius 1687, vilket betydde att den trehövdade hunden Kerberos ersatte grenen med gyllene äpplen som tidigare prytt Herkules hand på stjärnhimlen. Emellertid avbildades konstellation Kerberos inte som hund, utan av kartmakarna konsekvent med ormhuvuden.
Första gången Kerberos avbildades var i stjärnatlasen Firmamentum Sobiescianum (Jan Hevelius, 1690). 
Den engelske gravören John Senex kombinerade 1721 Kerberos och grenen med äpplen, Ramus, till stjärnbilden Cerberus et Ramus. Så presenterades stjärnbilden också i Johann Elert Bodes monumentalverk Uranographia, sive Astrorum Descriptio viginti tabulis aeneis incisa … (1801).

## Stjärnor
Konstellationens stjärnor återfinns numera i stjärnbilden Herkules. Den gamla stjärnbilden innehöll flera någorlunda ljusstarka stjärnor.
- 109 Herculi är en orange jättestjärna av spektraltyp K2 III. Den var ljusast i stjärnbilden med magnitud 3,84[5]
- 102 Herculi har magnitud 4,36[6]
- 95 Herculi har magnitud 5,18[7]